# Яремчанська міська рада
Яремча́нська міська́ ра́да — орган місцевого самоврядування в Івано-Франківській області. Адміністративний центр — місто обласного значення Яремче.

## Загальні відомості
- Територія ради: 656,65 км²
- Населення ради: 23 121 особа (станом на 1 вересня 2015 року)[1]
- Територією ради протікає річка Прут

## Адміністративний устрій
Міській раді були підпорядковані:
- м. Яремче
- Ворохтянська селищна рада
  - смт Ворохта
- Микуличинська сільська рада
  - с. Микуличин
- Поляницька сільська рада
  - с. Поляниця
- Татарівська сільська рада
  - с. Татарів
- Яблуницька сільська рада
  - с. Яблуниця
  - с. Вороненка

## Населення
Національний склад населення за даними перепису 2001 року:
| Національність | Кількість осіб | Відсоток |
| -------------- | -------------- | -------- |
| українці       | 20586          | 98,87 %  |
| росіяни        | 165            | 0,79 %   |
| білоруси       | 15             | 0,07 %   |
| молдовани      | 12             | 0,06 %   |
| поляки         | 11             | 0,05 %   |
| інші           | 32             | 0,15 %   |

Мовний склад населення за даними перепису 2001 року:
| Мова       | Кількість осіб | Відсоток |
| ---------- | -------------- | -------- |
| українська | 20649          | 99,17 %  |
| російська  | 132            | 0,63 %   |
| молдовська | 10             | 0,05 %   |
| білоруська | 10             | 0,05 %   |
| інші       | 20             | 0,10 %   |

## Склад ради
Рада складалася з 26 депутатів та голови.
- Голова ради: Мироняк Андрій Іванович

### Керівний склад попередніх скликань
| Прізвище, ім'я, по батькові | Основні відомості                                                                        | Дата обрання | Дата звільнення |
| --------------------------- | ---------------------------------------------------------------------------------------- | ------------ | --------------- |
| Онутчак Василь Васильович   | Міський голова, 1959 року народження, освіта вища, член політичної партії «Наша Україна» | 31.10.2010   | 25.10.2015      |
| Онутчак Василь Васильович   | Міський голова, 1959 року народження, освіта вища, безпартійний                          | 25.10.2015   |                 |

Примітка: таблиця складена за даними сайту ЦВК

### Депутати VII скликання
За результатами місцевих виборів 2015 року депутатами ради стали:

#### За суб'єктами висування
| Суб'єкт висування                                          | Кількість обраних депутатів | %     |
| ---------------------------------------------------------- | --------------------------- | ----- |
| Політична партія «Воля»                                    | 5                           | 19.23 |
| Політична партія «Українське Об'єднання патріотів — УКРОП» | 4                           | 15.38 |
| Партія Блок Петра Порошенка «Солідарність»                 | 4                           | 15.38 |
| Радикальна партія Олега Ляшка                              | 3                           | 11.54 |
| Політична партія «Сила людей»                              | 3                           | 11.54 |
| Політична партія Конгрес українських націоналістів         | 2                           | 7.69  |
| Політична партія Всеукраїнське об'єднання «Свобода»        | 2                           | 7.69  |
| Політична партія Всеукраїнське об'єднання «Батьківщина»    | 2                           | 7.69  |
| Політична партія «Громадянська позиція»                    | 1                           | 3.85  |

#### За округами
| № округу                                                   | Прізвище, ім'я, по батькові      | Дата нар.  | Освіта              | Партійна приналежність                                        | Відомості |
| ---------------------------------------------------------- | -------------------------------- | ---------- | ------------------- | ------------------------------------------------------------- | --- |
| Політична партія «Воля»                                    |                                  |            |                     |                                                               | |
| пк                                                         | Губарчук Володимир Михайлович    | 09.09.1983 | вища                | член Політичної партії «Воля»                                 | тимчасово не працює (військовослужбовець) |
| 23                                                         | Марійчин Андрій Андрійович       | 05.02.1975 | вища                | член Політичної партії «Воля»                                 | Приватне підприємство, приватний підприємець |
| 1                                                          | Стельмащук Андрій Миколайович    | 04.12.1987 | вища                | безпартійний                                                  | Мобілізований |
| 14                                                         | Куртяк Петро Васильович          | 23.02.1984 | вища                | безпартійний                                                  | Мобілізований |
| 9                                                          | Павлюк Василь Степанович         | 15.06.1952 | загальна середня    | член Політичної партії «Воля»                                 | пенсіонер |
| ПАРТІЯ "БЛОК ПЕТРА ПОРОШЕНКА «СОЛІДАРНІСТЬ»"               |                                  |            |                     |                                                               | |
| пк                                                         | Гуменюк Олександр Зотович        | 11.09.1967 | професійно-технічна | член ПАРТІЇ "БЛОК ПЕТРА ПОРОШЕНКА «СОЛІДАРНІСТЬ»"             | ПП «Са-Вік» м. Яремче, івано-Франківської області, генеральний директор                                                                                  |
| 4                                                          | Бойко Михайло Васильович         | 19.11.1982 | вища                | безпартійний                                                  | ДП «Делятинський лісгосп» Дорянського лісництва, лісничий                                                                                                |
| 15                                                         | Сорохманюк Андрій Петрович       | 06.12.1988 | вища                | безпартійний                                                  | Карпатський національний природний парк, начальник Підліснівського природоохоронного науково-дослідного відділення                                       |
| 11                                                         | Яремчук Назар Юрійович           | 01.01.1982 | вища                | безпартійний                                                  | Державна податкова інспекція м. Яремче, головний державний інспектор з питань ІТ                                                                         |
| ПОЛІТИЧНА ПАРТІЯ «УКРАЇНСЬКЕ ОБ'ЄДНАННЯ ПАТРІОТІВ — УКРОП» |                                  |            |                     |                                                               | |
| пк                                                         | Клим'юк Тарас Васильович         | 10.09.1972 | вища                | безпартійний                                                  | Виконавчий комітет Яремчанської міської ради Івано-Франківської області, секретар яремчанської міської ради                                              |
| 3                                                          | Озорович Василь Васильович       | 20.12.1968 | професійно-технічна | безпартійний                                                  | Яремчанська міська лікарня, рентген-лаборант |
| 16                                                         | Стефурак Юрій Михайлович         | 14.04.1979 | вища                | безпартійний                                                  | Карпатський національний природний парк, майстер лісу |
| 18                                                         | Климпуш Микола Миколайович       | 17.11.1989 | загальна середня    | безпартійний                                                  | Санаторій «Гірське повітря», оператор комп'ютерного набору                                                                                               |
| Політична партія «Сила людей»                              |                                  |            |                     |                                                               | |
| пк                                                         | Карпін Юрій Володимирович        | 07.05.1981 | вища                | член Політичної партії «Сила людей»                           | Яремчанський МВК, начальник відділу туризму та зовнішніх зв'язків                                                                                        |
| 6                                                          | Косило Роман Богданович          | 05.07.1983 | вища                | член Політичної партії «Сила людей»                           | Виконавчий комітет Яремчанської міської ради, головний спеціаліст відділу містобудування, архітектури, будівництва та житлово-комунального господарства, |
| 17                                                         | Попадюк Віктор Романович         | 14.05.1981 | середня спеціальна  | член Політичної партії «Сила людей»                           | приватне підприємство, приватний підприємець |
| Радикальна партія Олега Ляшка                              |                                  |            |                     |                                                               | |
| пк                                                         | Ланіна Марина Василівна          | 21.09.1973 | вища                | член Радикальної партії Олега Ляшка                           | приватне підприємство, приватний підприємець |
| 13                                                         | Шимко Олександр Васильович       | 23.02.1971 | вища                | безпартійний                                                  | пенсіонер |
| 8                                                          | Галайко Віра Василівна           | 28.02.1969 | загальна середня    | безпартійна                                                   | приватне підприємство, приватний підприємець |
| політична партія Всеукраїнське об'єднання «Батьківщина»    |                                  |            |                     |                                                               | |
| пк                                                         | Мацюк Галина Василівна           | 04.05.1966 | вища                | член політичної партії Всеукраїнське об'єднання «Батьківщина» | Яремчанська центральна міська лікарня, завідувачка поліклініки                                                                                           |
| 15                                                         | Андрухович Андрій Дмитрович      | 09.08.1974 | вища                | член політичної партії Всеукраїнське об'єднання «Батьківщина» | Банк «Хрещатик», керуючий банку |
| політична партія Всеукраїнське об'єднання «Свобода»        |                                  |            |                     |                                                               | |
| пк                                                         | Баюрак Андрій Васильович         | 14.12.1975 | вища                | член політичної партії Всеукраїнське об'єднання «Свобода»     | Яремчанська ЗОШ І-ІІІ ст.. № 1, вчитель |
| 2                                                          | Німчук Михайло Михайлович        | 09.02.1969 | середня спеціальна  | член політичної партії Всеукраїнське об'єднання «Свобода»     | пенсіонер |
| Політична партія Конгрес Українських Націоналістів         |                                  |            |                     |                                                               | |
| пк                                                         | Кухарук Оксана Василівна         | 18.10.1963 | вища                | член політичної партії Конгрес Українських Націоналістів      | відділ культури, начальник |
| 22                                                         | Коренюк Іван Михайлович          | 20.01.1968 | середня спеціальна  | член політичної партії Конгрес Українських Націоналістів      | приватне підприємство, приватний підприємець |
| Політична партія «Громадянська позиція»                    |                                  |            |                     |                                                               | |
| пк                                                         | Малахівський Тарас Володимирович | 13.02.1980 | вища                | член Політичної партії «Громадянська позиція»                 | тимчасово не працює |

### Депутати VI скликання
За результатами місцевих виборів 2010 року депутатами ради стали:

#### За суб'єктами висування
| Суб'єкт висування                                       | Кількість обраних депутатів | %    |
| ------------------------------------------------------- | --------------------------- | ---- |
| Політична партія «Наша Україна»                         | 16                          | 44,4 |
| Політична партія Всеукраїнське об'єднання «Свобода»     | 6                           | 16,7 |
| Політична партія «Сильна Україна»                       | 4                           | 11,1 |
| Партія регіонів                                         | 2                           | 5,6  |
| Політична партія Всеукраїнське об'єднання «Батьківщина» | 2                           | 5,6  |
| Політична партія Конгрес українських націоналістів      | 2                           | 5,6  |
| Політична партія «Фронт Змін»                           | 2                           | 5,6  |
| Партія «Відродження»                                    | 1                           | 2,8  |
| Українська Народна Партія                               | 1                           | 2,8  |

#### За округами
| № округу                                                | Прізвище, ім'я, по батькові     | Дата визнання обраним | Освіта             | Партійна приналежність                        | Відомості про обраного депутата                                                    |
| ------------------------------------------------------- | ------------------------------- | --------------------- | ------------------ | --------------------------------------------- | ---------------------------------------------------------------------------------- |
| Партія «ВІДРОДЖЕННЯ»                                    |                                 |                       |                    |                                               |                                                                                    |
| 10                                                      | Яремчук Віталій Васильович      | 05.11.2010            | вища               | позапартійний                                 | Українська будівельна компанія, заступник голови Правління                         |
| Партія регіонів                                         |                                 |                       |                    |                                               |                                                                                    |
| б/м                                                     | Василюк Лук'ян Петрович         | 05.11.2010            | вища               | член Партії регіонів                          | Яремчанська центральна міська лікарня, лікар-хірург                                |
| б/м                                                     | Яворський Антон Іванович        | 05.11.2010            | вища               | член Партії регіонів                          | Карпатський Національний природоохоронний парк, директор                           |
| Політична партія Всеукраїнське об'єднання «Батьківщина» |                                 |                       |                    |                                               |                                                                                    |
| б/м                                                     | Мацюк Галина Василівна          | 05.11.2010            | вища               | член Всеукраїнського об'єднання «Батьківщина» | Яремчанська міська рада, секретар                                                  |
| б/м                                                     | Гуменюк Олександр Зотович       | 05.11.2010            | вища               | член Всеукраїнського об'єднання «Батьківщина» | ресторан «Гуцульщина», м. Яремче, генеральний директор                             |
| Політична партія Всеукраїнське об'єднання «Свобода»     |                                 |                       |                    |                                               |                                                                                    |
| б/м                                                     | Баюрак Андрій Васильович        | 05.11.2010            | вища               | член Всеукраїнського об'єднання «Свобода»     | Яремчанська загальноосвітня школа І-ІІІ ст. № 1, вчитель                           |
| б/м                                                     | Бенько Роман Васильович         | 05.11.2010            | вища               | член Всеукраїнського об'єднання «Свобода»     | міський методичний кабінет відділу освіти Яремчанського міськвиконкому, методист   |
| б/м                                                     | Баюрак Ганна Юріївна            | 05.11.2010            | вища               | член Всеукраїнського об'єднання «Свобода»     | ПВКП «Добродій», головний бухгалтер                                                |
| 7                                                       | Фаштрига Роман Антонович        | 05.11.2010            | вища               | член Всеукраїнського об'єднання «Свобода»     | приватний підприємець                                                              |
| 9                                                       | Дожук Василь Іванович           | 05.11.2010            | вища               | член Всеукраїнського об'єднання «Свобода»     | тимчасово не працює                                                                |
| 16                                                      | Тимофій Богдан Іванович         | 05.11.2010            | середня            | член Всеукраїнського об'єднання «Свобода»     | ТЗОВ «Скорзонера», старший майстер лісу                                            |
| Політична партія Конгрес Українських Націоналістів      |                                 |                       |                    |                                               |                                                                                    |
| б/м                                                     | Кухарук Оксана Василівна        | 05.11.2010            | вища               | член Конгресу Українських Націоналістів       | відділ культури міської ради, начальник                                            |
| б/м                                                     | Коренюк Іван Михайлович         | 05.11.2010            | середня спеціальна | член Конгресу Українських Націоналістів       | приватний підприємець                                                              |
| Політична партія «Наша Україна»                         |                                 |                       |                    |                                               |                                                                                    |
| б/м                                                     | Голинська Віра Олексіївна       | 05.11.2010            | вища               | позапартійна                                  | Яремчанська центральна міська лікарня, лікар                                       |
| б/м                                                     | Павлюк Юрій Степанович          | 05.11.2010            | середня спеціальна | член Політичної партії «Наша Україна»         | приватний підприємець                                                              |
| б/м                                                     | Бойко Олена Юріївна             | 05.11.2010            | вища               | член Політичної партії «Наша Україна»         | Яремчанська загальноосвітня школа І-ІІІ ст., директор                              |
| б/м                                                     | Соколюк Олександр Петрович      | 05.11.2010            | вища               | член Політичної партії «Наша Україна»         | Яремчанська центральна міська лікарня, лікар-травматолог                           |
| б/м                                                     | Бойко Михайло Васильович        | 05.11.2010            | вища               | член Політичної партії «Наша Україна»         | ДП «Делятинський лісгосп», лісничий                                                |
| б/м                                                     | Дзем'юк Олег Михайлович         | 05.11.2010            | вища               | член Політичної партії «Наша Україна»         | виконавчий комітет Яремчанської міської ради, радник міського головии              |
| 1                                                       | Клим'юк Тарас Васильович        | 05.11.2010            | вища               | член Політичної партії «Наша Україна»         | Виконавчий комітет Яремчанської міської ради, начальник відділу земельних ресурсів |
| 2                                                       | Яківчук Ігор Михайлович         | 05.11.2010            | вища               | член Політичної партії «Наша Україна»         | Державна екологічна інспекція в Івано-Франківській області, начальник              |
| 3                                                       | Озорович Василь Васильович      | 05.11.2010            | середня спеціальна | член Політичної партії «Наша Україна»         | Яремчанська центральна міська лікарня, рентген-лаборант                            |
| 8                                                       | Панько Петро Васильович         | 05.11.2010            | вища               | член Політичної партії «Наша Україна»         | приватний підприємець                                                              |
| 12                                                      | Павлюк Любов Онуфріївна         | 05.11.2010            | вища               | член Політичної партії «Наша Україна»         | Татарівська загальноосвітня школа І-ІІ ст., директор                               |
| 13                                                      | Макійчук Василь Андрійович      | 05.11.2010            | середня спеціальна | позапартійний                                 | приватний підприємець                                                              |
| 14                                                      | Бевзюк Руслан Ярославович       | 05.11.2010            | вища               | член Політичної партії «Наша Україна»         | тимчасово не працює                                                                |
| 15                                                      | Палійчук Юрій Петрович          | 05.11.2010            | середня спеціальна | член Політичної партії «Наша Україна»         | Дитячий садок «Лісова казка», оператор котельні                                    |
| 17                                                      | Молдавчук Марія Василівна       | 05.11.2010            | вища               | член Політичної партії «Наша Україна»         | Яблуницька загальноосвітня школа І-ІІІ ст., директор                               |
| 18                                                      | Ільчук Олександра Іванівна      | 05.11.2010            | середня спеціальна | член Політичної партії «Наша Україна»         | Вороненківська загальноосвітня школа І ст, директор                                |
| Політична партія «Сильна Україна»                       |                                 |                       |                    |                                               |                                                                                    |
| б/м                                                     | Квітчук Віталій Юрійович        | 05.11.2010            | вища               | член Політичної партії «Сильна Україна»       | приватний підприємець                                                              |
| 4                                                       | Мандина Володимир Володимирович | 05.11.2010            | вища               | член Політичної партії «Сильна Україна»       | Яремчанська ЦМЛ, травматолог                                                       |
| 5                                                       | Орфенюк Ярослав Васильович      | 05.11.2010            | середня спеціальна | позапартійний                                 | пенсіонер                                                                          |
| 11                                                      | Куртяк Василь Юрійович          | 05.11.2010            | середня            | позапартійний                                 | Яремчанське ПЗТЄ, оператор                                                         |
| Політична партія «Фронт Змін»                           |                                 |                       |                    |                                               |                                                                                    |
| б/м                                                     | Савун Любов Степанівна          | 05.11.2010            | вища               | член Політичної партії «Фронт Змін»           | ресторан «Зелений гай», директор                                                   |
| б/м                                                     | Кіщук Микола Васильович         | 05.11.2010            | середня            | член Політичної партії «Фронт Змін»           | приватний підприємець                                                              |
| Українська Народна Партія                               |                                 |                       |                    |                                               |                                                                                    |
| 6                                                       | Павлюк Василь Степанович        | 05.11.2010            | середня спеціальна | член Української Народної Партії              | тимчасово не працює                                                                |

## Пам'ятки
На території Яремчанської міської ради взято на облік 9 пам'яток архітектури

## Природно-заповідний фонд Яремчанської міської ради
На території, підпорядкованій Яремчанській міській раді, розташовані такі природоохоронні об'єкти:
- Карпатський національний природний парк (частково)
- Ботанічні заказники:

Копчин, Ліскувата, Поляниця, Санковичі
- Заповідні урочища:

Блудний грунь, Боярське, Гижак-1, Гижак-2, Горган, Дебриця-1, Дебриця-2, Левущик-1, Левущик-2, Левущик-3, Пересліп, Прочерть, Синячки, Скриповатий, Ясені.
- Ботанічні пам'ятки природи:

Буковиця, Вабрянка, Гонтарки, Горган, Дебриця, Еталон букового насадження, Катеринка, Мала Гига, Резерват сосни кедрової європейської, Сосна кедрова європейська, Стайки, Тарниці, Ясені.
- Водоспади:

Дівочі Сльози, Чоловічі Сльози, Женецький Гук, Капливець, Пробій, Нарінецький, Багровецький, Бо́гдан.